# Borellia alejomesai
Borellia alejomesai är en insektsart som beskrevs av Frédéric Carbonell 1995. Borellia alejomesai ingår i släktet Borellia och familjen gräshoppor. Inga underarter finns listade i Catalogue of Life.